# Pradosia granulosa
Pradosia granulosa – gatunek rośliny należący do rodziny sączyńcowatych. Jest gatunkiem występującym na terenie północnej Brazylii, w prowincji Maranhão.